# Border Wars (2012)
Pour les articles homonymes, voir Border Wars.
Border Wars (2012) est une émission de télévision à la carte de catch produit par la Ring of Honor (ROH), qui était disponible uniquement en ligne. Le PPV se déroula le 12 mai 2012 au Ted Reeve Arena à Toronto en Ontario au Canada. C'était la 1re édition de Border Wars de l'histoire de la ROH.

## Contexte
Les spectacles de la Ring of Honor en paiement à la séance sont constitués de matchs aux résultats prédéterminés par les scénaristes de la ROH. Ces rencontres sont justifiées par des storylines - une rivalité avec un catcheur, la plupart du temps - ou par des qualifications survenues au cours de shows précédant l'évènement. Tous les catcheurs possèdent un gimmick, c'est-à-dire qu'ils incarnent un personnage face (gentil) ou heel (méchant), qui évolue au fil des rencontres. Un pay-per-view comme Border Wars est donc un événement tournant pour les différentes storylines en cours.

## Résultats
| #                                                                | Matchs, | Stipulation                                                                | Durée |
| ---------------------------------------------------------------- | --- | -------------------------------------------------------------------------- | ----- |
| Dark                                                             | Grizzly Redwood bat Delirious | Match simple                                                               | 11:01 |
| 1                                                                | Eddie Edwards bat Rhino | Match simple                                                               | 11:01 |
| 2                                                                | TJ Perkins & The All-Night Express (Kenny King & Rhett Titus) battent Mike Mondo & The Young Bucks (Nick Jackson & Matt Jackson) | Six Man Tag Team Match                                                     | 12:57 |
| 3                                                                | Jay Lethal bat Tommaso Ciampa (avec le clan The Embassy)                                                                         | Match simple                                                               | 10:45 |
| 4                                                                | Lance Storm bat Mike Bennett (avec Bob Evans)                                                                                    | Match simple                                                               | 12:32 |
| 5                                                                | Michael Elgin bat Adam Cole | Match simple                                                               | 13:55 |
| 6                                                                | Roderick Strong (c) bat Fit Finlay                                                                                               | Match simple pour le ROH World Television Championship                     | 17:17 |
| 7                                                                | World's Greatest Tag Team (Charlie Haas & Shelton Benjamin) battent Briscoe Brothers (Jay Briscoe & Mark Briscoe) (c)            | Tag team Fight Without Honor match pour le ROH World Tag Team Championship | 14:36 |
| 8                                                                | Kevin Steen bat Davey Richards (c)                                                                                               | Match simple pour le ROH World Championship                                | 24:25 |
| (c) désigne le(s) champion(s) défendant son titre dans le match. | |                                                                            |       |